# Marek Pospieszalski

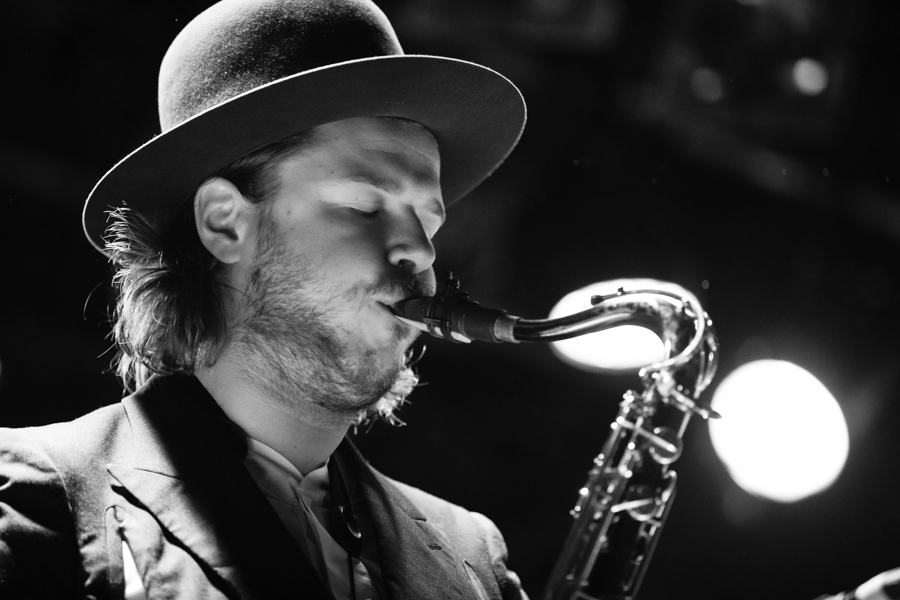
Marek Pospieszalski (2019)

Marek Pospieszalski (* 15. Mai 1988 in Częstochowa) ist ein polnischer Jazzmusiker (Tenorsaxophon, Komposition).

## Leben und Wirken
Pospieszalski stammt aus einer Musikerfamilie; sein Vater ist der Jazzmusiker Mateusz Pospieszalski, der ihn wie auch dessen Kollegen aus der Fusionband Tie Break beeinflussten. Nach dem Vorbild seines Vaters wählte er das Saxophon als Hauptinstrument. Mit 17 Jahren begann er, in der Band des Trompeters Antoni Gralak zu spielen.
Seit Pospieszalski sein Studium an der Musikakademie Krakau absolviert hat, ist er als professioneller Musiker tätig. Er leitet sein eigenes Quartett (mit Elias Stemeseder, Max Mucha und Max Andrzejewski), mit dem er 2017 sein Debütalbum als Hommage an Frank Sinatra vorlegte. Daneben gehört er zum Quintett von Wojtek Mazolewski, dem Quartett von Kuba Płużek und dem Quintett seines Vaters, mit denen jeweils mehrere Alben entstanden.
Pospieszalski ist weltweit auf Festivals aufgetreten. Er hat mit Künstlern wie Dennis González, Marco Eneidi, Joanna Duda, Oskar Törok, Piotr Damasiewicz, Maciej Obara, Janusz Yanina Iwański, Krzysztof Knittel und Nikola Kołodziejczyk zusammengearbeitet und tritt regelmäßig auf mit der Paweł Kaczmarczyk Audiofeeling Band, New Bone, NSI Quartet und dem Dominik Wania Trio. Weiterhin ist er auf Alben mit der Marco Eneidi Streamin' 4, dem Mazolewski González Quintet, Pospieszalscy, Arka Noego, PeGaPoFo, dem Cracow Jazz Colective um Mateusz Gawęda und dem Wojtek Mazolewski Quintet zu hören.
Die Zeitschrift Jazz thing setzte Pospieszalski 2018 auf ihre Liste Aufmerksamkeit verdienender europäischer Jazzmusiker.

## Diskographische Hinweise
- Power of the Horns: Alaman (For Tune 2013)
- Tomasz Sroczyński / Marek Pospieszalski: Bareness (Requiem/Sonic 2014)[4]
- Gra piosenki, które śpiewał Frank Sinatra (2017)
- Polish Composers of the 20th Century (Clean Feed 2022, mit Piotr Chęcki, Tomasz Dąbrowski, Tomasz Sroczyński, Szymon Mika, Grzegorz Tarwid, Max Mucha, Qba Janicki)
- No Other End of the World Will There Be (Based on the works of Polish Female Composers of the 20th Century) (2023)
- Marek Pospieszalski Octet & Zoh Amba: NOW! (2024)